# فيرنر شميد
فيرنر شميد هو رياضي خماسي سويسري، ولد في 25 نوفمبر 1919.

## وصلات خارجية
- فيرنر شميد على موقع أوليمبيديا (الإنجليزية)